# لي إيليا
لي إيليا (بالإنجليزية: Lee Elia)‏ هو لاعب كرة قاعدة أمريكي، ولد في 16 يوليو 1937 في فيلادلفيا في الولايات المتحدة.

## وصلات خارجية
- لي إيليا على موقع دوري كرة القاعدة الرئيسي (الإنجليزية)
- لي إيليا على موقعبيزبول رفرنس.كوم (الدوري الرئيسي) (الإنجليزية)
- لي إيليا على موقعبيزبول رفرنس.كوم (الدوري الثانوي) (الإنجليزية)
- لي إيليا على موقع إي إس بي إن.كوم (أم.أل.بي) (الإنجليزية)
- لي إيليا على موقع مشجعي الرسوم البيانية (الإنجليزية)
- لي إيليا على موقع ميوزك برينز (الإنجليزية)